# عاصم بوت
عاصم بوت (24 يونيو 1967 بلاهور في باكستان - 30 نوفمبر 2009 بلاهور في باكستان) هو لاعب كريكت باكستاني. شارك مع منتخب اسكتلندا الوطني للكريكت. أما مع النوادي، فقد لعب مع Lahore cricket teams ‏ وPakistan Railways cricket team ‏.

## وصلات خارجية
- عاصم بوت على موقع إي آس بي آن كريك إنفو (الإنجليزية)